# Ветьен, Кьелль-Арик
Кьелль-Арик Ветьен (нем. Kjell-Arik Wätjen; род. 16 февраля 2006, Гефельсберг, Северный Рейн-Вестфалия) — немецкий футболист, полузащитник дортмундской «Боруссии», выступающий на правах аренды за «Бохум».

## Клубная карьера
Ветьен — воспитанник дортмундской «Боруссии». Дебютировал за клуб 4 мая 2024 года в матче 32-го тура Бундеслиги против «Аугсбурга» (5:1), в котором отличился голевой передачей на Марко Ройса.

## Международная карьера
В 2023 году в составе юношеской сборной Германии Ветьен выиграл юношеский чемпионат мира в Венгрии. На турнире он сыграл в матчах против команд Португалии, Шотландии, Швейцарии и Франции. В поединке против шотландцев Кьелль-Арик забил гол.

## Достижения
Международные
 Германия (до 17)
- Победитель юношеского чемпионата Европы — 2023